# Mogontiacum
Mogontiacum era il nome della fortezza legionaria e della città che vi sorse attorno, divenendo la capitale della provincia romana della Germania superiore; corrisponde all'odierna città tedesca di Magonza.
La fortezza, che aveva la funzione di controllare le tribù germaniche dei Catti, dei Mattiaci e dei Vangioni, fu fondata probabilmente nel 13-11 a.C. come accampamento (castrum) per l'esercito romano di Druso maggiore impegnato nella campagna di conquista della Germania. Ospitò fino a due legioni (tra i diecimila ed i dodicimila legionari a ranghi completi), fungendo anche da base per la Classis Germanica. La posizione strategica dell'accampamento, costruito su di un'altura, permetteva il controllo della confluenza del Reno e del Meno.
Divenuta colonia romana sotto i Flavi, vide aumentare rapidamente la propria importanza, fino a divenire la prima città della Germania superiore.
Nell'odierna città di Magonza sono stati conservati alcuni importanti resti di Mogontiacum, come il teatro scenico romano, la Grande colonna di Giove di Magonza, la Cenotafio di Druso e le pietre romane, resti dell'acquedotto del campo legionario. Il Römisch-Germanisches Zentralmuseum, il Landesmuseum Mainz e il Museum, für Antike Schifffahrt (Museo della navigazione antica) conservano a Magonza un gran numero di reperti del periodo romano.

## Storia
Il primo insediamento stabile è di origine celtica. I Celti dominarono la Renania durante la seconda metà del primo secolo a.C. I Romani giunti nella regione dopo le guerre galliche (58-50 a.C.) chiamarono il loro presidio militare Mogontiacum, toponimo che deriva dal nome della divinità celtica, Mogon.

### Da Augusto a Vespasiano
Le popolazioni germaniche avevano più volte tentato di passare il Reno con grave danno per le province galliche: nel 38 a.C., nel 29 a.C. e nel 17 a.C. ad opera di Sigambri e dei loro alleati Tencteri ed Usipeti causando la sconfitta del proconsole Marco Lollio e la perdita delle insegne legionarie della Legio V Alaudae. 

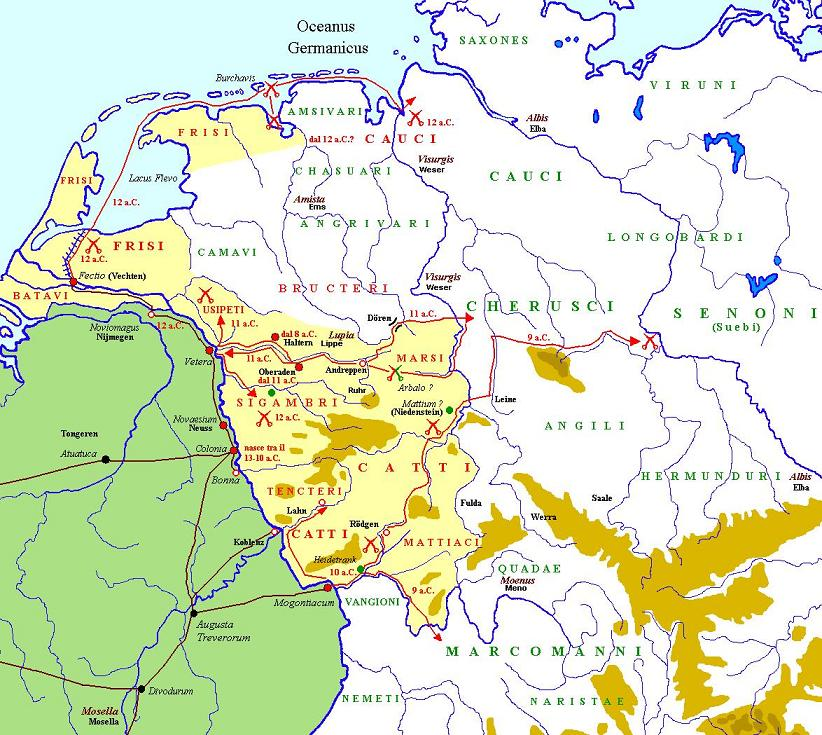
Le campagne di Druso in Germania dal 12 al 9 a.C.

Augusto recatosi in Gallia nel 16 a.C. insieme al figlio adottivo, Tiberio, potrebbe aver posto un primo forte ausiliario proprio a Mogontiacum, per controllare meglio i movimenti delle popolazioni germaniche d'oltre Reno, di fronte alla confluenza del fiume Reno e Meno.
L'imperatore romano riteneva fosse giunto il momento di annettere la Germania Magna, come aveva fatto suo padre adottivo, Gaio Giulio Cesare con la Gallia. Desiderava spingere i confini dell'Impero romano più ad est, spostandoli dal fiume Reno fino al fiume Elba.
Così, dopo la morte di Marco Vipsanio Agrippa, il comando delle operazioni fu affidato al secondo figliastro dell'imperatore, Druso maggiore, figlio di sua moglie, Livia Drusilla. A lui il compito di sottomettere le popolazioni dell'intera Germania.
Con la fine dell'13 a.C. o forse al termine della seconda campagna in terra germanica (11 a.C.), Druso, fratello del futuro imperatore Tiberio, decise di posizionare presso la località di Mogontiacum una prima fortezza legionaria permanente di fronte alla potente tribù dei Catti.
Egli negli anni 10 a.C. e 9 a.C., operando da questa nuova fortezza, sconfisse prima i Mattiaci, poi i Catti ed i Marcomanni, devastando le loro terre, costruendovi alcune fortezze, tra cui quella di Rödgen, e ponendo anche una flotta a difesa di quel tratto di fiume Reno (Classis Germanica). Egli, infine, e si spinse dove nessun altro romano era giunto mai, al fiume Elba. Morì poco dopo per una banale caduta da cavallo e le operazioni furono interrotte per un breve periodo.
Negli anni 8-7 a.C., Tiberio tornò nuovamente in Germania per continuare quanto aveva lasciato in sospeso il fratello Druso. Egli riuscì a consolidare l'occupazione romana fino al fiume Weser. Nuove azioni furono in seguito condotte in quest'area negli anni successivi (dal 6 a.C. al 3 d.C., dopo che Tiberio si era ritirato in esilio volontario), da altri generali di Augusto come Senzio Saturnino, Lucio Domizio Enobarbo e Marco Vinicio, ma senza grossi risultati. Fu necessario il ritorno di Tiberio nel 4. La situazione infatti non era cambiata di molto rispetto a dieci anni prima e l'obiettivo di poter portare i confini imperiali al fiume Elba sembrava lontano. Augusto ora che aveva il suo miglior generale, riteneva ormai maturi i tempi per mutare l'assetto dei nuovi territori germanici appena conquistati, in nuova provincia di Roma.

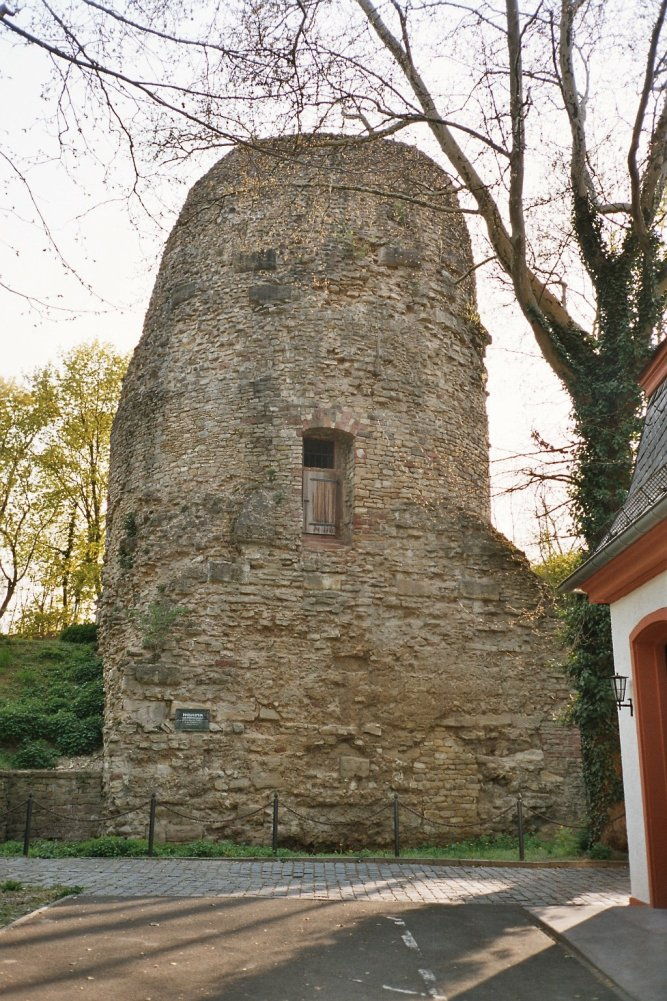
Cenotafio di Druso maggiore presso la città di Magonza.

Tiberio invase la Germania nel 4 e 5, operando al di là del fiume Weser, in un'azione congiunta tra l'esercito terrestre e la flotta, la quale riuscì a risalire l'Elba, sottomettendo tutte le popolazioni ad occidente di questo fiume (dai Cauci, ai feroci Longobardi, fino agli Ermunduri), e costringendo quelle ad oriente a diventarne clienti (Semnoni, Cimbri e Charidi).
Tutti i territori conquistati in questo ventennio furono però compromessi quando nel 7 Augusto inviava in Germania Publio Quintilio Varo, sprovvisto di doti diplomatiche e militari, oltreché ignaro delle genti e dei luoghi. E così nel 9 un esercito composto da ventimila armati venne massacrato nella foresta di Teutoburgo in Germania. Fortuna volle che i barbari si fermassero dinanzi alle poche armate poste a guardia del Reno, a Mogontiacum e Castra Vetera, dove erano rimaste solo 2 o 3 legioni a guardia dell'intera provincia gallica.
In seguito a questa sconfitta Augusto decise il ritiro definitivo della truppe dall'appena costituita provincia di Germania. Negli anni che seguirono, il nuovo imperatore Tiberio inviò oltre il Reno suo figlio adottivo Germanico. L'obbiettivo era quello di ristabilire l'onore delle armate romane, senza compiere alcuna nuova annessione territoriale (dal 14 al 16). E anche questa volta durante le campagne in terra germanica venne utilizzato il castra di Mogontiacum. Al termine di queste operazioni Tiberio creava due nuove "aree militarizzate" ad ovest del fiume Reno, divenute settant'anni più tardi le nuove province della Germania inferiore e della superiore.
Con la morte dell'imperatore Nerone questo castra fu coinvolto nella Rivolta batava degli anni 69 e 70, durante la quale riuscì a resistere all'assalto dei ribelli che avevano dato alle fiamme sia Castra Vetera, sia Colonia Agrippina, guidati da un certo Gaio Giulio Civile. Fu solo grazie all'intervento del generale romano, Quinto Petilio Ceriale, che l'accampamento romano fu liberato dall'assedio ribelle nel 70. Al termine della rivolta la IIII Macedonica fu sciolta e riformata nella nuova IIII Flavia Felix, mentre la XVI Gallica confluì nella XVI Flavia Firma.

### Da Domiziano ai Severi
Con il nuovo imperatore Vespasiano, entrambe le legioni furono sostituite con la Legio I Adiutrix e la legio XIIII Gemina, le quali parteciparono un decennio più tardi alle campagne in Germania di Domiziano contro le popolazioni dei Catti (83 circa).

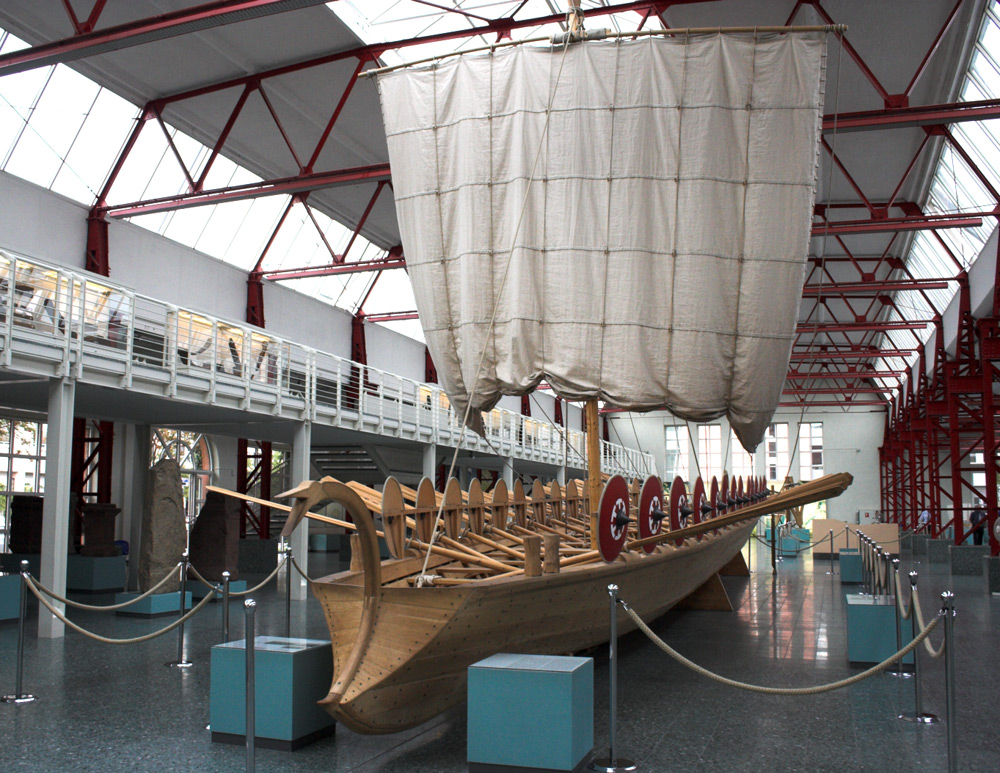
Ricostruzione della Navis lusoria (della Classis Germanica) nel Museo delle navi romane di Magonza.

A partire dall'84/87 Mogontiacum divenne capitale della provincia della Germania superiore. La nuova provincia appena costituita comprendeva tra i suoi insediamenti principali oltre a Mogontiacum: Strasburgo (la fortezza legionaria di Argentoratae), Besançon (Vesontio), Wiesbaden (Aquae Mattiacae) e Augusta Raurica a 20 km da Basilea.
Il governatore di quegli anni, un certo Lucio Antonio Saturnino, era entrato in senato in quanto adlectus da Vespasiano, era poi divenuto console nell'82, quindi governatore della nuova provincia di Germania Superior nell'inverno dell'88–89, aveva trovato nelle due legioni che si dividevano il campo di Mogontiacum (la Legio XXI Rapax e la Legio XIIII Gemina), un valido sostegno nella sua insurrezione contro Domiziano (89). La rivolta fu soffocata nel sangue ed alla fine l'imperatore Domiziano abolì le fortezze legionarie "doppie" in tutto l'impero romano per evitare potesse accadere di nuovo. Anche Mogontiacum si trovò ad ospitare da questo momento fino alla caduta dell'Impero romano d'Occidente, una sola legione. Frattanto l'accampamento di Mogontiacum fu ben presto circondato da insediamenti sparsi (latino: cannabae), in cui vivevano le persone impiegate come manodopera.
E poco prima o dopo di diventare imperatore, Traiano vi soggiornò, lasciando che qui prestasse servizio, nella legio XXII Primigenia, un giovane tribuno militare che sarebbe di lì ad un ventennio divenuto anch'egli famoso: il giovane e futuro imperatore Publio Elio Adriano.
Alessandro Severo fu ucciso durante una campagna contro i barbari a Mogontiacum il 18 o 19 marzo del 235 insieme alla madre Giulia Mamea, in un ammutinamento delle truppe, probabilmente capeggiato da Massimino il Trace.
Nella seconda parte del II secolo il legato della legione di Mogontiacum, il futuro imperatore, Didio Giuliano, respingeva una nuova incursione di Catti (forse alleati con gli Ermunduri), mentre i Cauci portavano devastazione lungo il litorale della Gallia Belgica. Era l'inizio delle guerre marcomanniche che impegnarono gli imperatori Marco Aurelio e Commodo per circa un ventennio a respingere le orde barbariche lungo l'intero settore settentrionale del limes.

### Crisi delle frontiere nel III secolo

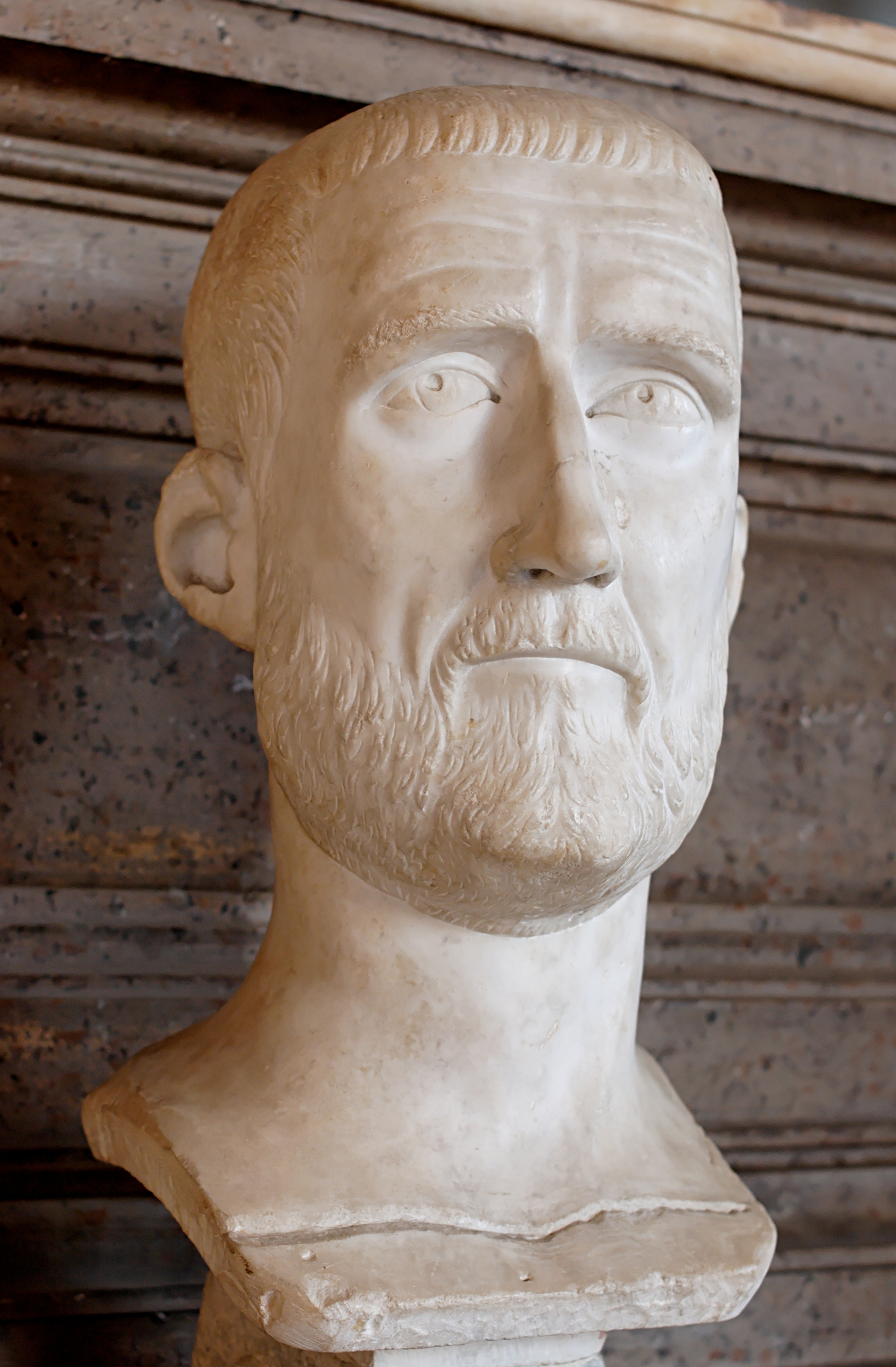
Busto di Marco Aurelio Probo dai Musei capitolini.

Questa fortezza tornò a risultare determinante per la difesa del settore renano nel III secolo, quando a lei toccò il compito, insieme alla legione posizionata ad Argentoaratae, di difendere i confini imperiali dalle continue invasioni dei barbari. E qui morì l'ultimo erede della dinastia dei Severi, Alessandro Severo, ucciso probabilmente su istigazione del successore, Massimino il Trace nel 235.
Sappiamo che nel 257 il fronte renano della Germania inferiore fu sconvolto da nuovi attacchi dei Franchi, i quali riuscirono a spingersi fino a Mogontiacum, dove furono fermati dall'accorrente legio VI Gallicana, di cui era tribuno militare il futuro imperatore Aureliano. Lo stesso Gallieno, lasciato l'Illirico a marce forzate, accorse in Occidente, riuscendo a battere le orde franche probabilmente nei pressi di Colonia e comunque dopo aver ripulito l'intera sponda sinistra del Reno dalle armate dei barbari. Ma anche negli anni successivi nuove ondate di barbari alemanni, si riversarono oltre il limes, tanto da riuscire ad occupare in modo permanente i territori degli Agri decumates attorno al 260.
A partire dal questa data fino al 274 circa, l'Impero romano subì la secessione di due vaste aree territoriali, che però ne permisero la sopravvivenza. Ad ovest gli usurpatori dell'Impero delle Gallie, come Postumo (260-268), Leliano (268), Marco Aurelio Mario (268-269), Vittorino (269-271), Domiziano II (271) e Tetrico (271-274), riuscirono a difenderne i confini delle province di Britannia, Gallia e Spagna. Scrive Eutropio:
(Eutropio, Breviarium ab Urbe condita, 9, 11.)

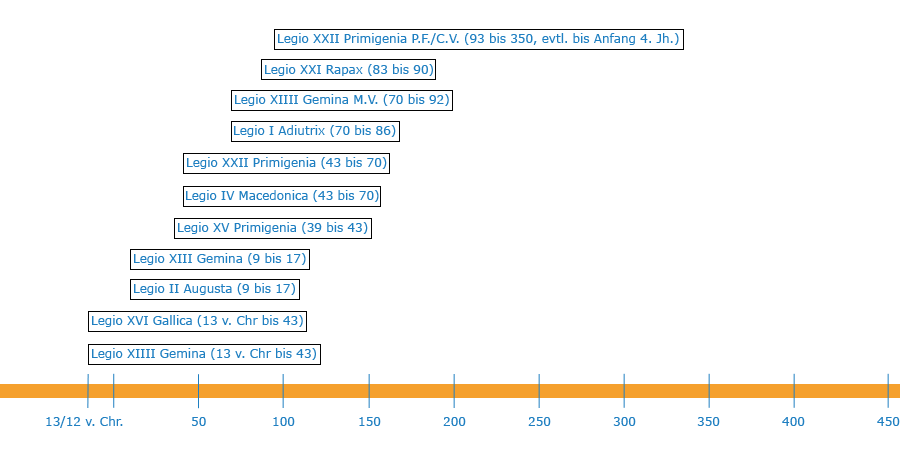
Le legioni romane che soggiornarono a Mogontiacum dal 13 a.C. al 350 circa.

Postumo era riuscito, infatti, a costituire un impero in Occidente, centrato sulle provincie della Germania inferiore e della Gallia Belgica, al quale si unirono poco dopo tutte le altre province galliche (compresa la Germania superiore e Mogontiacum), della britanniche, ispaniche e, per un breve periodo, anche quella di Rezia.
Tornato all'antica unità con Aureliano nel 274, l'impero romano subì nuovi attacchi congiunti da parte di Franchi, Burgundi ed Alemanni tra il 275 e 276. Fu solo grazie all'imperatore Marco Aurelio Probo che l'intera area della frontiera gallica fu ripulita tra il 277 ed il 278, utilizzando ancora una volta la fortezza di Mogontiacum come suo quartier generale. Da qui le armate romane poterono anche spingersi, in una spedizione punitiva, oltre il Reno in territorio germanico, riuscendo a riconquistare parte dei territori perduti quindici anni prima, degli Agri decumates con il ripristino lungo le vallate del fiume Neckar di alcuni avamposti militari.

### Invasioni barbariche del IV e V secolo

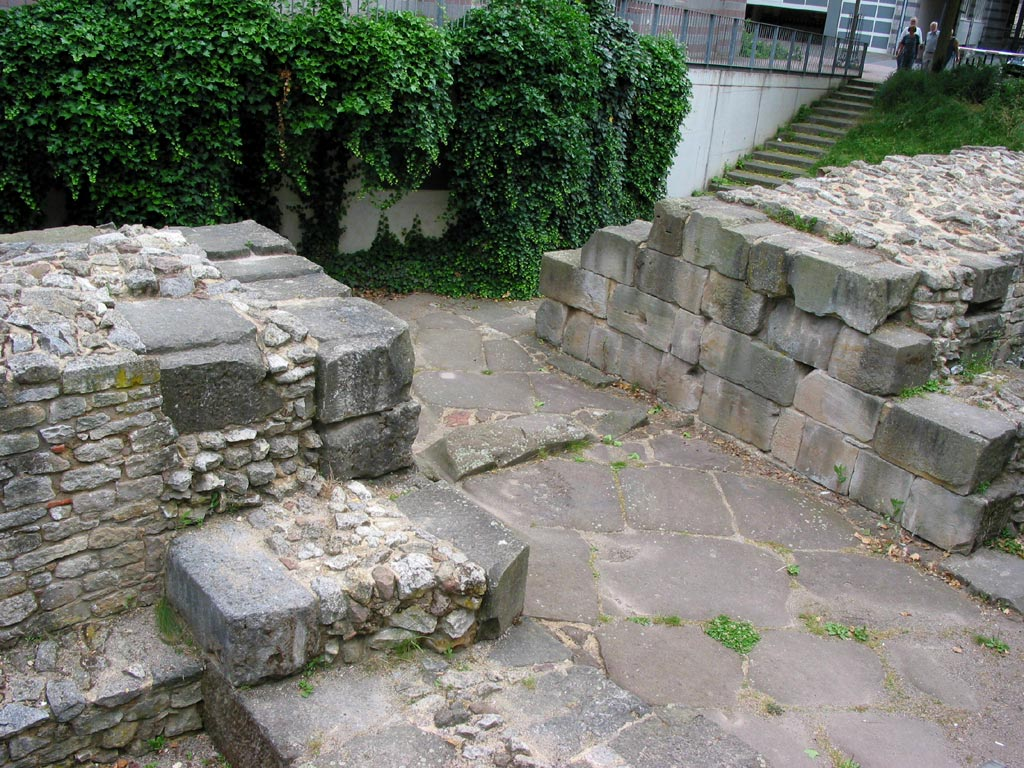
Resti della Porta Pretoria lungo il perimetro dell'antico castrum legionario di Mogontiacum.

Intorno al 350, la situazione politica sempre più instabile portò alla costruzione di una seconda cinta muraria. La conseguenza fu quella di lasciare l'accampamento militare e il teatro al di fuori dell'area cittadina protetta dalle mura; entrambe le strutture vennero quindi demolite.
Negli anni tra il 350 ed il 353 la federazione degli Alemanni fu protagonista di un'incursione in territorio gallico, condotta dalla loro area d'insediamento degli Agri decumates ad est del Reno. Anche se furono respinti da Costanzo II, i territori circostanti al castra di Mogontiacum e tutte le aree subito ad ovest del Reno fino a Basilea furono ceduti ai foederati alamanni. Da questo momento in poi gli Alemanni erano diventati alleati dell'Impero romano, come era successo prima ai Franchi, stabilendosi permanentemente all'interno del territorio romano, incaricati di difendere la frontiera del Reno contro Alani, Suebi e Vandali. I milites Armigeri, forse un'unità superstite della XXII legione quasi completamente annientata nella battaglia di Mursa del 351, assunsero la protezione della città e dell'area circostante. Nel 368, durante un'importante festa cristiana, la città fu catturata e saccheggiata dagli Alamanni, comandati dal loro capo Rando.
Nel 406/407 i Vandali compirono un'incursione che portò al saccheggio della città. Quattro anni più tardi fu la volta dei Burgundi, mentre nel 451 toccò ad Attila, re degli Unni. San Girolamo di questi anni scriveva:
(Sofronio Eusebio Girolamo, Lettere, dalla lettera ad Ageruchia.)
Malgrado i ripetuti saccheggi la città continuò a sopravvivere, fino a quando non fu inglobata nel Regno dei Franchi di Clodoveo, tornando a rifiorire.

## Archeologia e vestigia di epoca romana

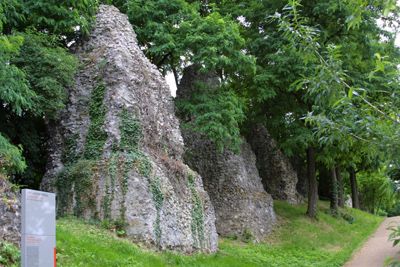
Resti dell'acquedotto romano.

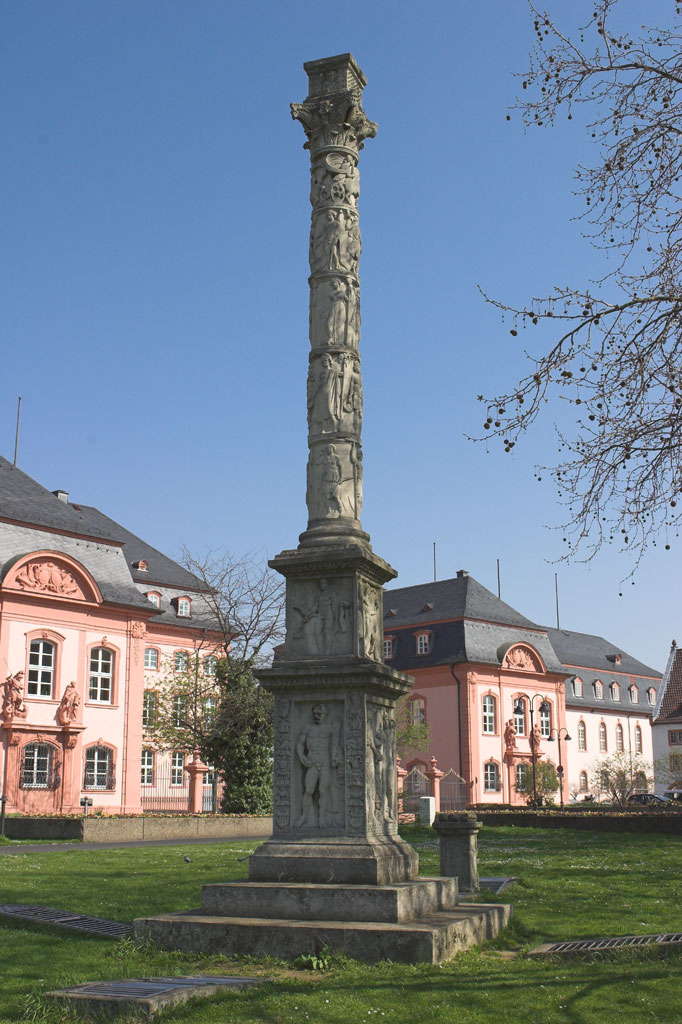
La Grande colonna di Giove di Magonza.

Dell'antica città di Mogontiacum ci sono rimaste numerose testimonianze archeologiche, considerando che tutta l'area a nord-est fino al fiume Reno e quella a sud-est del castra legionario furono occupate fin dalla metà del I secolo da insediamenti civili (canabae legionis).
Un complesso sistema di fortificazioni si trovava attorno al grande castrum legionario, di ben 36 ha, di cui rimangono visibili ancora le fondamenta della porta pretoria ed alcuni tratti di mura.
Da qui una strada, di cui rimane ancora qualche traccia, conduceva a sud-est ad un accampamento legionario di dimensioni più ridotte (per una sola legione), in località Weisenau, rimasto in uso tra Caligola e Domiziano. Verso la fine del I secolo fu abbandonato e gli insediamenti civili esterni allo stesso, si andarono gradualmente ingrandendo fino a congiungersi con quelli del castra legionario principale, più a nord-ovest.
Un'altra strada conduceva a nord-est fino al fiume, presso il quale sorgeva un porto militare della classis Germanica. Alcune navi della flotta vennero rinvenute e sono oggi presso il Museo delle navi romane di Mogontiacum. Sulla sponda opposta del fiume, attraversato da un lungo ponte i cui piloni in pietra poggiavano su palafitte in legno (metà del I secolo), si raggiungeva un forte ausiliario in località Kastel, a protezione del ponte stesso.
L'accampamento romano era rifornito di acqua, forse dalla metà del I secolo da un acquedotto romano, che attraversava un ampio avvallamento per mezzo di una serie di arcate alte fino a 25 m, di cui rimangono imponenti testimonianze nell'attuale quartiere di Finthen nella zona ovest di Magonza. L'acqua arrivava in un castellum acquae, da cui veniva smistato nelle diverse aree del castrum per mezzo di tubi fittili, che conservano il marchio di fabbricazione della legio I Adiutrix, di stanza nel castrum tra il 70 e l'86.
Altro esempio di vestigia romane è certamente il "Cenotafio di Druso", oggi nella zona della "Cittadella" di Magonza, a sud-est del grande accampamento. Il tumulo fu eretto subito dopo la morte del generale romano avvenuta nel 9 a.C. Era alto in origine ben 30 m e qui ogni anno si svolgeva una parata militare per celebrare le Galliarum civitates in onore del defunto.
Degli inizi del I secolo (attorno al 27) è invece il teatro romano, a circa 340 m dal "cenotafio di Druso", poco distante dall'attuale stazione ferroviaria, ed a metà strada tra il campo legionario principale e quello di Weisenau.
Nella zona nord dell'abitato principale fu costruito un primo porto commerciale, nei pressi del quale venne eretta una colonna votiva, alta quasi 13 m e dedicata a Giove Ottimo Massimo, con la statua del dio sulla sommità: la Grande colonna di Giove di Magonza. Era la più grande delle diverse colonne erette a Giove in Germania. Una fedele riproduzione è stata innalzata di fronte al palazzo del parlamento della Renania-Palatinato, mentre l'originale si trova al Museo del Land di Magonza. La colonna riproduce una seri di rilievi che raffiguravano 28 divinità, da Nettuno, a Diana, Vittoria, fino a Marte.
Esistono, infine, altre testimonianze archeologiche in varie zone della moderna città di Magonza, come:
- L'arco di Dativius Victor (del III secolo), è dedicato al decurione Dativius Victor. Una riproduzione è stata eseguita nel 1962 e una ricostruzione nel 1978. Dal 1980-1981 è visibile presso di Museo centrale romano-germanico, nel Palazzo del principe elettore Magonza;
- Il santuario di Iside e della Magna Mater (del I - III secolo);
- Un altare mitraico dedicato al Sol Invictus - Mogon.

## Galleria d'immagini

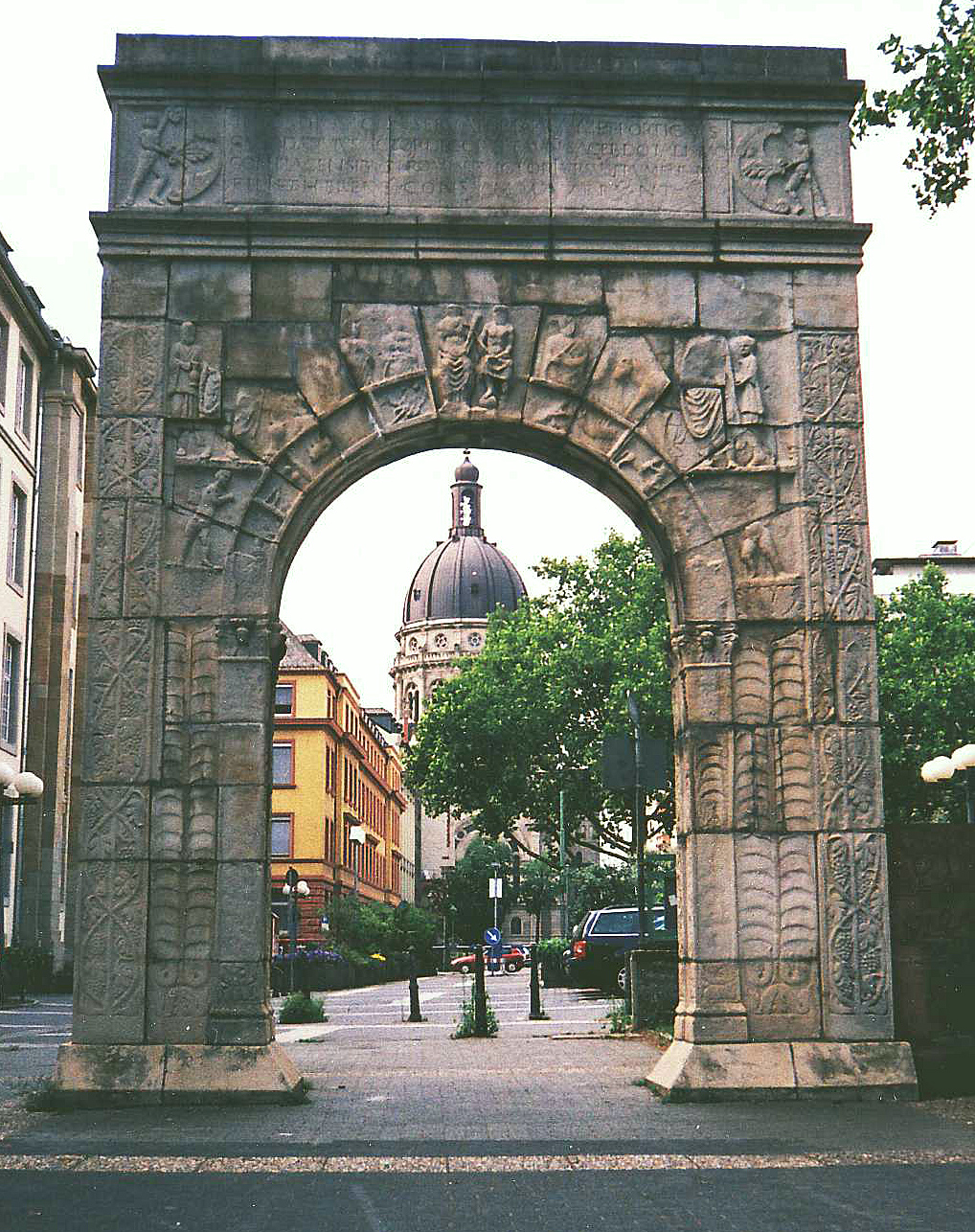
L'Arco di Dativius Victor
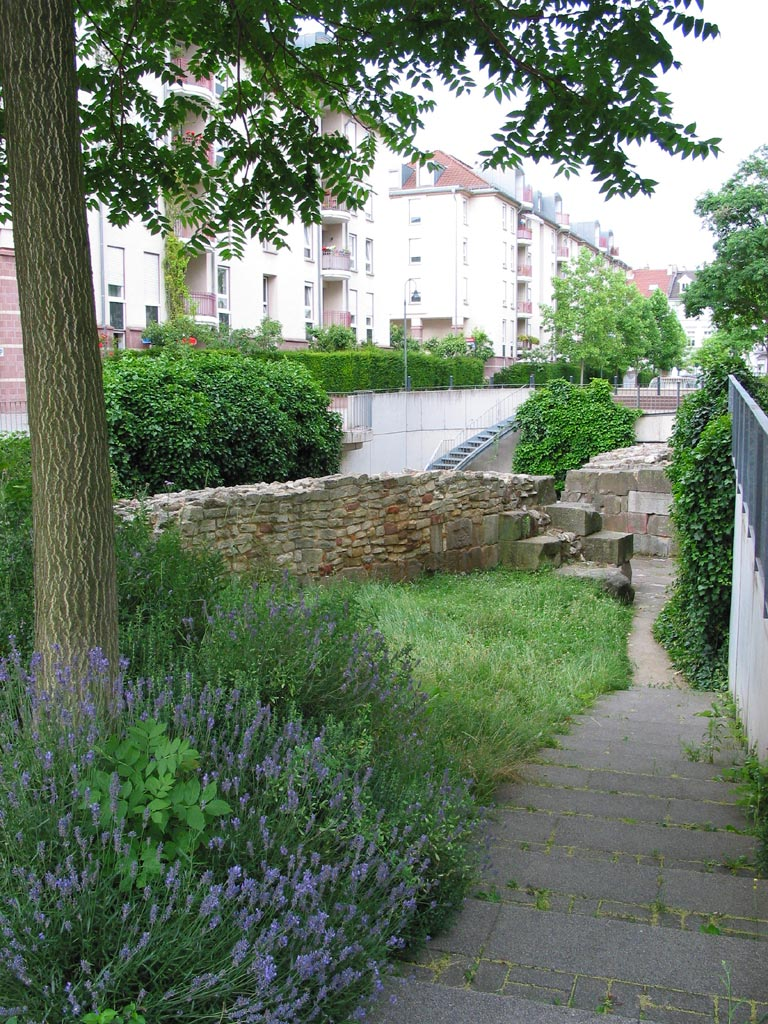
Resti delle mura del castrum romano di Mogontiacum
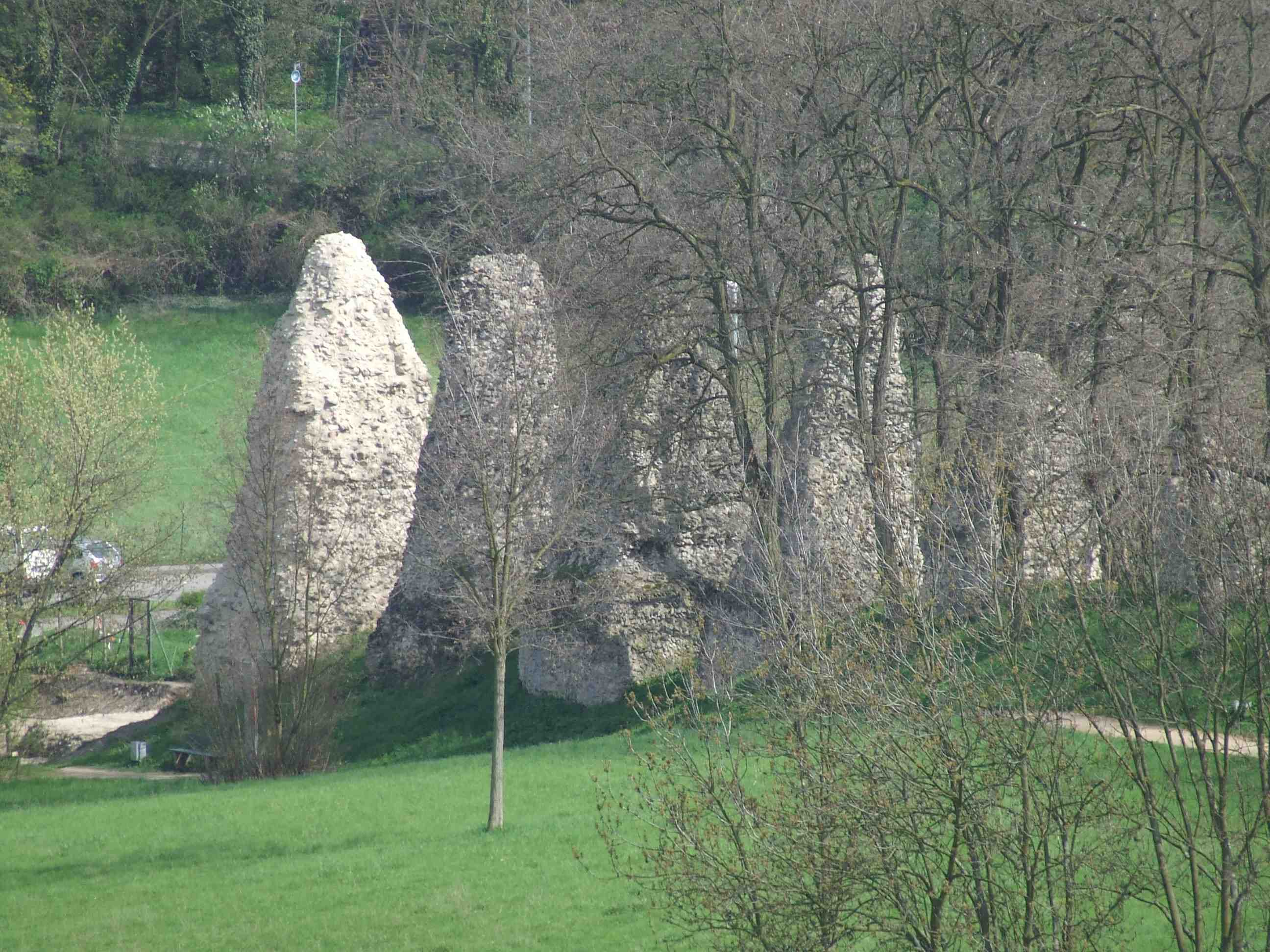
Resti dell'acquedotto romano
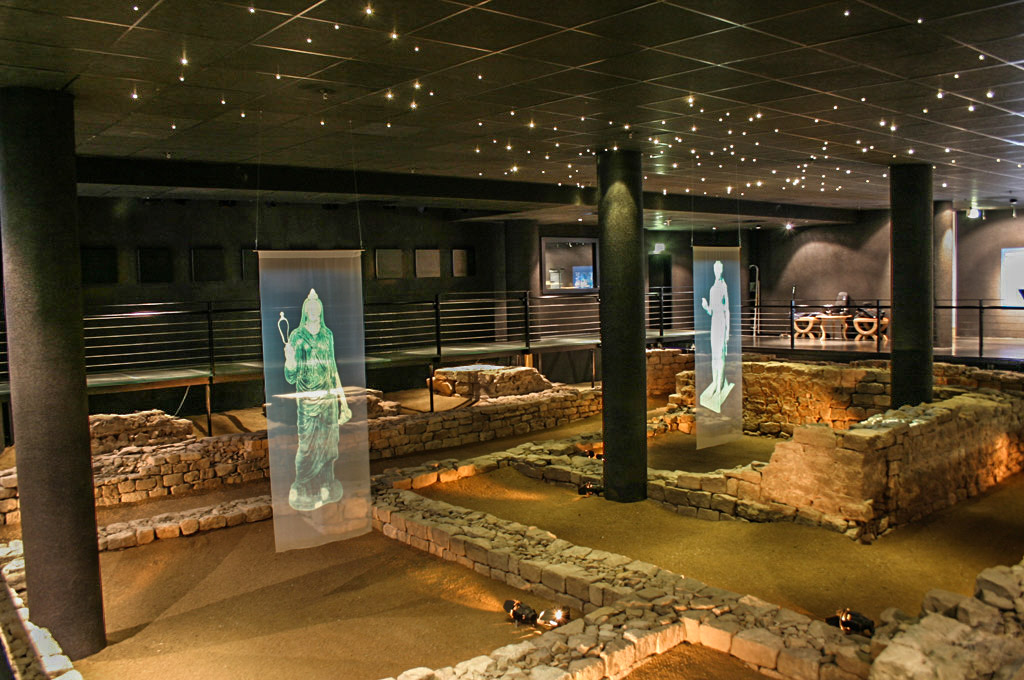
Santuario di Iside e della Grande Madre
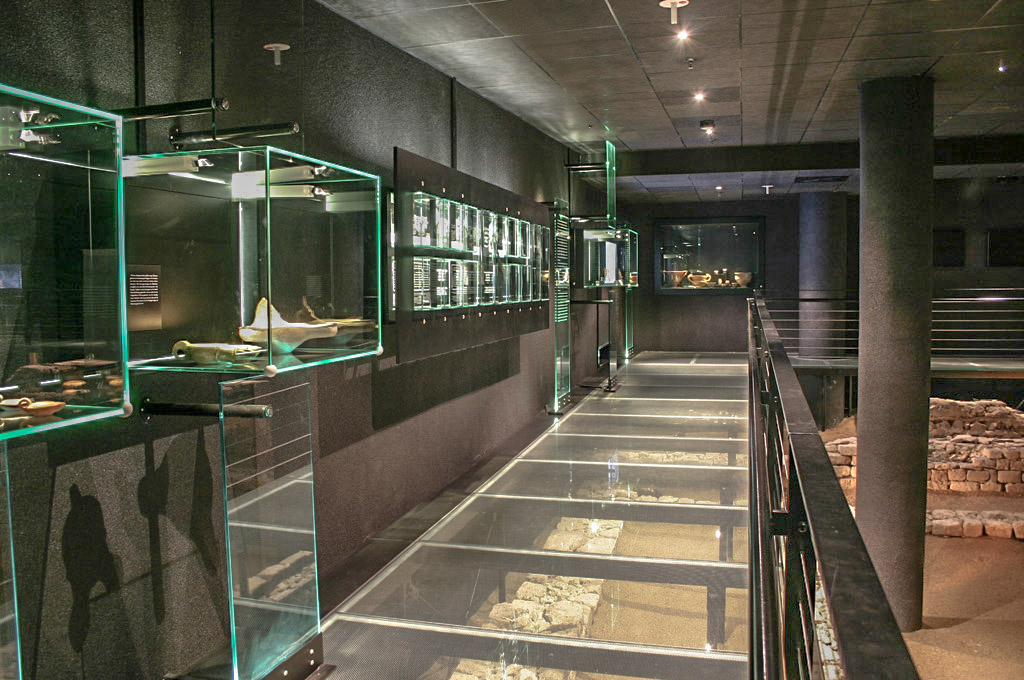
Santuario di Iside e della Grande Madre
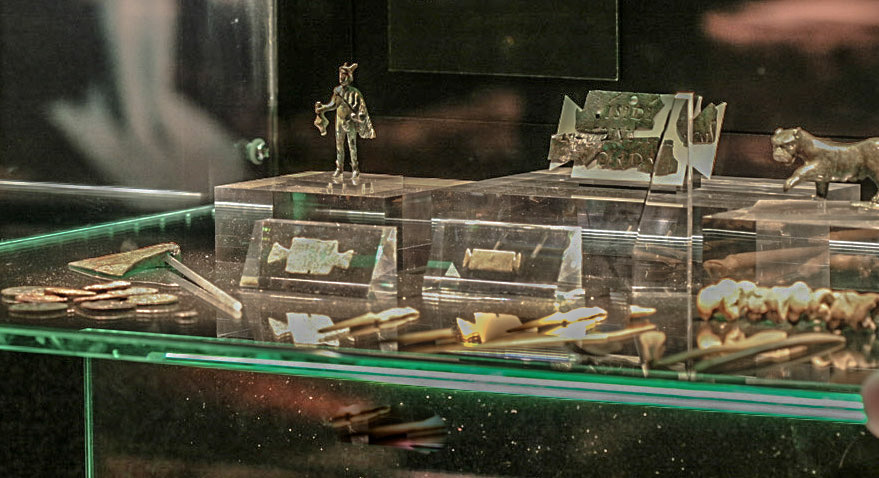
Santuario di Iside e della Grande Madre
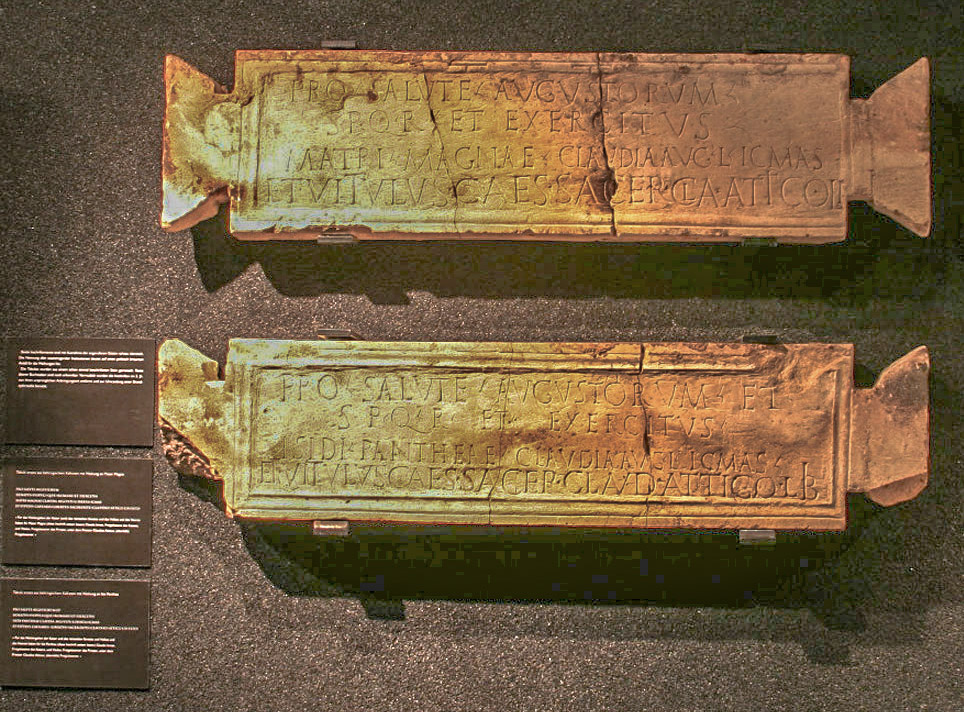
Santuario di Iside e della Grande Madre
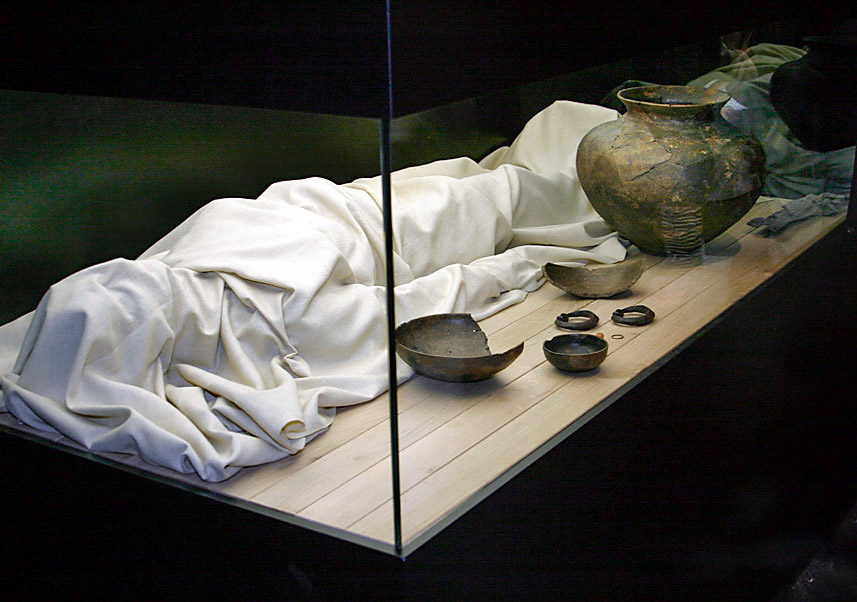
Santuario di Iside e della Grande Madre

### Fonti primarie
- Dione, Storia romana, LIV.
- Giordane, De origine actibusque Getarum, 15.
- Historia Augusta, Alessandro Severo e Aureliano.
- San Gerolamo, Lettere, dalla lettera ad Ageruchia.
- Tacito, Historiae, IV.

### Fonti secondarie
- AAVV, Magonza (v. vol. IV, p. 781). In: Enciclopedia dell'Arte Antica, secondo supplemento 1971-1994 III (Roma 1995) 511-513.
- AAVV, Germania Superior et Inferior In: Enciclopedia dell'Arte Antica, secondo supplemento 1971-1994 IV (Roma 1996) 536-540.
- D.B. Campbell, Roman legionary fortresses 27 BC - AD 378, Oxford 2006.
- Maureen Carroll, Romans, Celts & Germans: the german provinces of Rome, Gloucestershire & Charleston 2001.
- D.Kennedy, Il mondo di Roma imperiale: la formazione, a cura di J.Wacher, Parte IV: Le frontiere, L'Oriente, Ed. Laterza, Bari 1989.
- M.J.Klein, Traiano e Magonza. La capitale della provincia della Germania superior, nel catalogo della mostra Traiano ai confini dell'Impero di Ancona presso il Lazzaretto, a cura di Grigore Arbore Popescu, Milano 1998. ISBN 88-435-6676-8
- H. Parker, The roman legions, New York 1958.
- Colin Michael Wells, The German Policy of Augustus. An Examination of the Archeological Evidence, in Journal of Roman Studies n.62, Oxford 1972. ISBN 0-19-813162-3

### Personaggi
- Augusto e l'occupazione romana della Germania sotto Augusto
- Tiberio Claudio Nerone
- Gaio Giulio Cesare Claudiano Germanico e le sue campagne militari

### Località geografiche
- Germania superiore
- Limes romano
- Limes germanico-retico
- Lista di fortezze legionarie romane
- Lista delle truppe ausiliarie dell'esercito romano
- Magonza
- Legio I Adiutrix
- Legio IIII Macedonica
- Legio XIIII Gemina
- Legio XXI Rapax
- Legio XXII Primigenia